# Radovan Tarbuk
Radovan Pablo Tarbuk je hrvatski glazbeni aranžer, skladatelj, violinist i profesor glazbe, brat dirigenta i skladatelja Mladena Tarbuka, sin učenika Vaclava Humla, violinista i bivšeg profesora Zagrebačke akademije, Milana (Emila) Tarbuka. Njegov djed Radovan Tarbuk bio je potpukovnik austrijske vojske u intendanturi i službovao u Budimpešti.

## Skladbe
- Refleksija na međimursku narodnu za violončelo, gudački kvartet, tamburaški orkestar i ženski vokalni ansambl
- Bipolarity za klavirski trio

## Obrade tuđih skladba
- Dora Pejačević - Tri dječje pjesme op. 56 za gudački kvartet, harfu i glas[1]
- Ludwig Van Beethoven - "Oda radosti" iz 9.simfonije za violoncello i gudački kvartet
- aranžmani za Rade Šerbedžiju & Doublebass Quartet BassMasters of Zagreb Philharmonic
- Sakura (Trešnjin cvijet), japanska tradicionalna melodija, za violoncello i gudački kvartet

## Vanjske poveznice
- ZAMP – Radovan Tarbuk (popis djela)
- Glas Slavonije (Tarbukovo cvijeće na Dorinom grobu)
- Discogs DISCOGS (Aranger: Radovan Tarbuk)
- IMSLP
- SOUNDGUARDIAN  Arhivirana inačica izvorne stranice od 11. siječnja 2013. (Wayback Machine)
- Novine hrvatskog društva skladatelja br.155 (str. 8)[neaktivna poveznica]
- [neaktivna poveznica]
- (Arr. Radovan Pablo Tarbuk)
- Samoborski muzej (str. 12)
- Program Trija Gracije  Arhivirana inačica izvorne stranice od 29. rujna 2014. (Wayback Machine)